# Herman Oldenkott
Hermanus Antonius Oldenkott (* 1730 in Vreden; † 1792 in Amsterdam) war ein deutscher Firmengründer. Er entwickelte die Firma Herm’s Oldenkott en Zoonen zu einem erfolgreichen Unternehmen in der Tabakindustrie.

## Leben
Hermanus Antonius Oldenkott zog 1760 von Vreden nach Amsterdam, um dort unter dem Namen Herm’s Oldenkott en Zoonen eine Tabakfabrik zu gründen. Das Unternehmen wuchs schnell und erwarb einen guten Ruf durch seine Exporte nach Deutschland. Nach seinem Tod im Jahre 1792 führte seine Witwe Johanna Maria Lansingh, die er 1763 geheiratet hatte, mit ihren fünf Söhnen Johannes Hermanus, Theodorus Franciscus, Franciscus Josephus, Bernardus Gerhardus (1781–1824, ∞ Adriana Gueding (1781–1870), Eltern von Theodorus Franciscus, 1823–1905) und Hermanus Athanasius das Unternehmen weiter. Sein Produkt, der „Oldenkott-Tabak“ wurde bekannt und beliebt. In Amsterdam reifte der Plan, im Münsterland einen Zweigbetrieb zu gründen, nicht zuletzt wegen der hohen Importzölle. Hermanus Athanasius (1787–1836) setzte die Pläne um und gründete am 10. Oktober 1819 in Ahaus ein neues Geschäft. Er hatte drei Jahre in Amerika gelebt, um sich der Einberufung zu den  Napoleonischen Truppen zu entziehen – und reichlich Fachwissen und Weltkenntnisse erworben. 

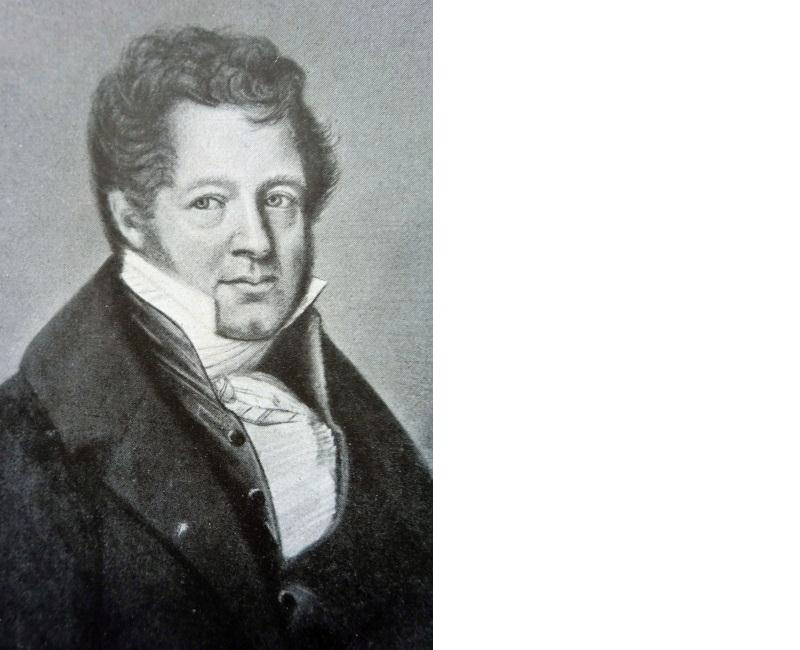
Hermanus Athanasius Oldenkott (1787–1836) als Nachfolger seines Vaters Herman Oldenkott (1730–1792)

Mit dem Eigentümer des fürstbischöflichen Schlosses Ahaus, Fürst Friedrich von Salm-Kyrburg,  schloss Hermanus Athanasius Oldenkott einen Vertrag und mietete den Nordflügel. Dort begann er mit der Tabakfabrikation. Das Unternehmen entwickelte sich gut und florierte. 1829 kaufte Hermanu Athanasius das Schloss einschließlich Nebengebäude vom Fürsten Salm-Kyrburg zu einem Kaufpreis von 4635 Talern.
Als Oldenkott 1836 unverheiratet verstarb, übernahm sein Neffe Jacobus Bernardus Oldenkott, ein Enkelsohn von Herman Oldenkott, die Leitung des Ahauser Unternehmens.